# Segona partició de Polònia

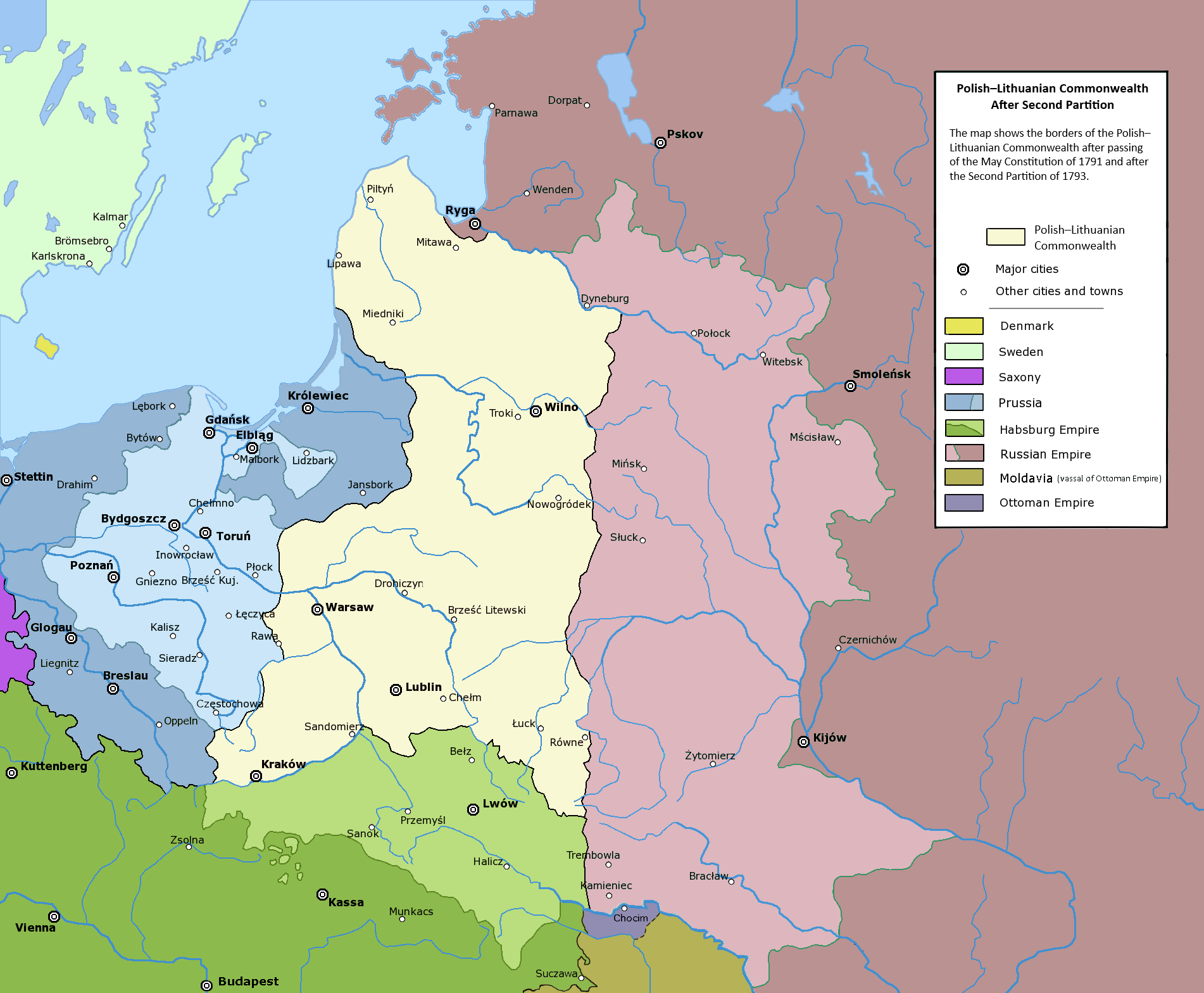
Polònia després de la Segona Partició (1793).

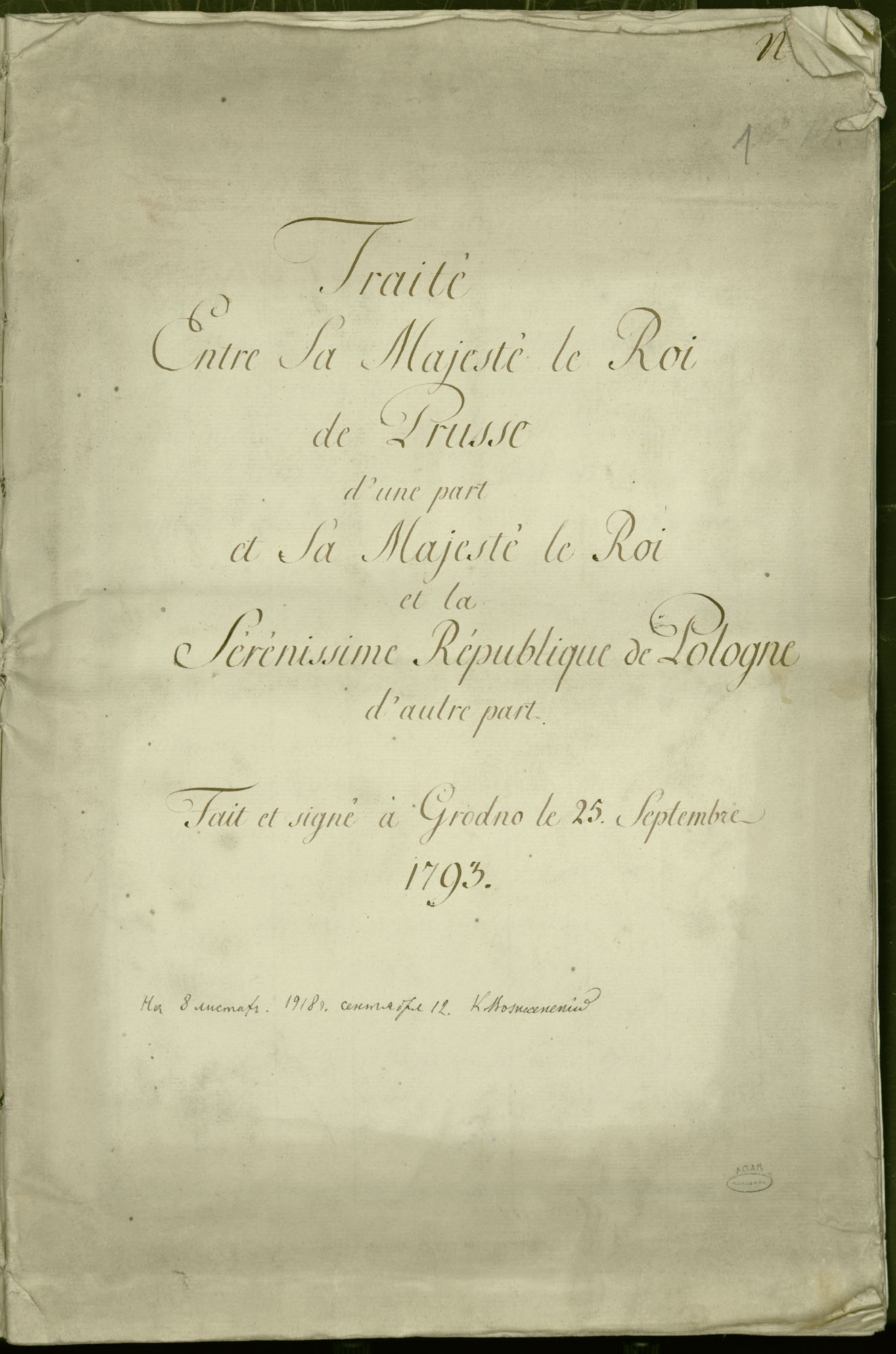
Tractat de partició del 1793.

La Segona partició de la Mancomunitat de Polònia i Lituània va ser la segona de les tres particions que va posar fi a l'existència de la Mancomunitat Polonesolituana el 1795. La segona partició va tenir lloc a conseqüència de la Guerra en Defensa de la Constitució i la Confederació de Targowica de 1792 i fou aprovada pels seus beneficiaris territorials, l'Imperi Rus i el Regne de Prússia. Va ser ratificada pel Parlament polonès (Sejm) en 1793, en un breu intent d'impedir la inevitable completa annexió de Polònia, la Tercera partició.

## Antecedents
En 1790, en el front polític, la Comunitat s'havia deteriorat molt, i el seu grau d'indefensió era tal que es va veure obligada a pactar una aliança antinatural, i en última instància mortal, amb el seu enemic, Prússia. Es va signar el Pacte polonesoprussià de 1790, un fet que donà falses esperances que la Mancomunitat podria haver trobat per fi un aliat que el protegiria mentre es reformava. La Constitució de maig de 1791 amb dret a vot de la burgesia, va establir la separació dels tres poders de l'Estat, i va eliminar els abusos de la Repnin Sejm. Aquestes reformes van propiciar accions agressives per part dels seus veïns, preocupats pel potencial de renaixement de la Mancomunitat. Una vegada més Polònia es va atrevir a reformar-se i millorar-se a si mateixa sense l'autorització de Rússia, i un cop més l'emperadriu Caterina es va enfadar, amb l'argument que Polònia havia estat víctima del jacobinisme radical, llavors en seu apogeu a França, i les forces russes van envair la Mancomunitat el 1792.
A la Guerra en defensa de la Constitució, l'exèrcit de l'Imperi Rus, invitat per l'aliança del conservadors magnats polonesos pro-russos, la Confederació de Targowica, va lluitar contra les forces poloneses que donaven suport a la Constitució. La noblesa conservadora (szlachta) creia que els russos els ajudarien a restaurar la Llibertat Daurada. Abandonats pels seus aliats, les forces poloneses proconstitucionalistes, superades en nombre, van dur a terme, sota les ordres del príncep Józef Poniatowski una guerra defensiva amb alguna mena d'èxit, però finalment van rebre l'ordre d'abandonar la seva resistència per part del seu comandant suprem, el rei Estanislau August Poniatowski. El rei decidí d'unir-se a la Confederació de Targowica, tal com demanaven els russos.
Rússia va envair Polònia per assegurar la derrota de les reformes de Polònia, amb l'únic objectiu evident d'una altra partició (considerava Polònia com el seu protectorat, i veien poca necessitat de renunciar a trossos de Polònia en favor d'altres països). Frederic Guillem II de Prússia, però, va veure els esdeveniments com una oportunitat per enfortir el seu país. Frederic va exigir a Caterina, per tal que el seu país abandonés l'aliança amb Polònia, i perquè Prússia participés en la Primera Coalició contra la França revolucionària (una participació de Rússia encoratjava, i en la qual Prússia havia patit recentment una gran derrota a la batalla de Valmy), que Prússia rebés una compensació - preferentment amb parts del territori polonès. Rússia aviat va decidir acceptar l'oferta de Prússia.

## Partició
El 23 de gener 1793, Prússia va signar un tractat amb Rússia, on s'acordava que les reformes de Polònia podrien ser revocades i que els dos països rebrien parts de territori de la Confederació. Els militars russos i prussians van prendre el control dels territoris que van reclamar poc després, amb les tropes russes ja presents, i les tropes prussianes només van trobar una resistència nominal. En 1793, els diputats del Sejm de Grodno, l'últim Sejm de la Comunitat, en presència de les forces russes, van accedir a les demandes territorials de Rússia i Prússia. El Sejm de Grodno va esdevenir infame no només per ser l'últim Sejm de la Mancomunitat, sinó perquè els seus diputats van ser subornats i coaccionats pels soldats russos, atès que Rússia i Prússia volien l'aprovació oficial, legal de Polònia de les seves noves demandes.
Rússia es va quedar amb 250,000 quilòmetres quadrats, mentre que Rússia va prendre 58,000 quilòmetres quadrats. La Mancomunitat va perdre al voltant de 307 000 km², i va quedar reduïda a 215 000 km².
Rússia va rebre els voivodats de Minsk, Kíev, Bracław, Podíl·lía i parts dels voivodats de Vílnius, Novogródek, Brest Litovsk i Volínia (en total, 250 000 km²). Això va ser acceptat per la Dieta de Grodno el 22 de juliol. Rússia va reorganitzar els seus territoris recentment adquirits com a Governació de Minsk, Governació de Podíl·lia i Governació de Volínia.
Prússia va rebre les ciutats de Gdańsk (Danzig) i Toruń (Thorn), i els voivodats de Gniezno, Poznań, Sieradz, Kalisz, Płock, Brześć Kujawski, Inowrocław, Dobrzyń, i parts dels voivodats de Cracòvia, Rawa i Masòvia (en total, 58 000 km²). Això va ser acceptat per la Dieta de Grodno el 25 de setembre. Prússia va organitzar els seus territoris recentment adquirits a Prússia del Sud.
La Mancomunitat va perdre al voltant de 5 milions de persones; només uns 4 milions romangueren a les terres de Polònia-Lituània.

## Conseqüències
El que quedava de la Mancomunitat era poca cosa més que un estat coixí amb un rei titella, i guarnicions russes que vigilaven de prop el reduït exèrcit polonès. L'aixecament de Wielkopolska de 1794 va ser una insurrecció militar dels polonesos contra el Regne de Prússia que havia pres possessió d'aquest territori després de la partició, i fou ràpidament aixafada per Prússia, i els ocupants van repartir-se el que quedava de la Mancomunitat en la Tercera Partició en 1795, molts polonesos creien que la França revolucionària, l'opinió pública de la qual era molt favorable als ideals de la Constitució polonesa del 3 de maig de 1791, vindria en ajuda de Polònia i es van allistar a l'exèrcit francès.
Els confederats de Targowica, que no esperaven una altra partició, i el rei, Estanislau August Poniatowski, qui es va unir a ells gairebé al final, van perdre molt de prestigi i suport. Els reformistes, d'altra banda, atragueren un major suport, i el 1794 va començar la Insurrecció de Kościuszko. L'aixecament va ser finalment derrotat, la qual cosa donà com a resultat la Tercera Partició de Polònia i el final de la Mancomunitat.